# P-38閃電式戰鬥機
P-38“闪电”式战斗机是二战时期由美国洛克希德公司生产的一款雙引擎战斗机。为了满足美国陆军航空軍（USAAF，美國空軍前身）的要求，P-38的两具发动机分别装設在機身兩側並連結至雙尾桁，飞行员与武器系统則設置在中央的短机身里面。这款飞机的用途十分廣泛，可執行多種任务，包括远程的攔截、制空、护航、偵察、对地攻击、俯衝轰炸、水平轰炸等。P-38在西南太平洋战场得到了最广泛也最成功的应用，其最為知名成功的一役，便是1943年4月18日，被日軍稱為“双胴惡魔”的P-38執行一趟精心策劃的長距離跨海攔截任務，成功在复仇行动中擊落日本联合舰队司令山本五十六座機。
P-38對於美國航空科技史具有劃時代的重要意義，它擁有許多第一的紀錄，包括：
1. 美國陸軍航空軍第一種雙發動機戰鬥機。
2. 第一款採用前三點起落架設計的戰鬥機。
3. 第一種在機體外殼上應用平頭對接鉚釘（butt-jointed flush riveted）的美國飛機。
4. 第一種大量使用不鏽鋼材料的飛機。
5. 第一種戰鬥機在設計階段就使用淚滴外型的座艙罩設計。
6. 美國第一種飛行速度超過640公里/時（400英哩/時）的雙引擎戰鬥機（在測試階段即已達到）。
7. 美國第一款量產的雙尾桁戰鬥機。
8. 美國陸軍航空軍擊落的第一架德國飛機（Fw200）是由P-38取得。
9. 美國第一架擔任護航任務深入柏林上空的戰鬥機（55戰鬥機大隊）。
10. 日本投降之後，美國陸軍航空軍第一架降落當地的飛機也是P-38（49戰鬥機大隊）。
11. 它是二戰期間，單座戰鬥機當中重量最高的機型。
12. 它是美國唯一從珍珠港事件到大戰結束都在生產的美國戰鬥機。
13. 它是擊落日本飛機最多的美國陸航軍戰鬥機（1800多架）。
14. 洛克希德公司第一款大量生產的戰鬥機。

## 设计与发展

### 誕生：高空高速攔截機

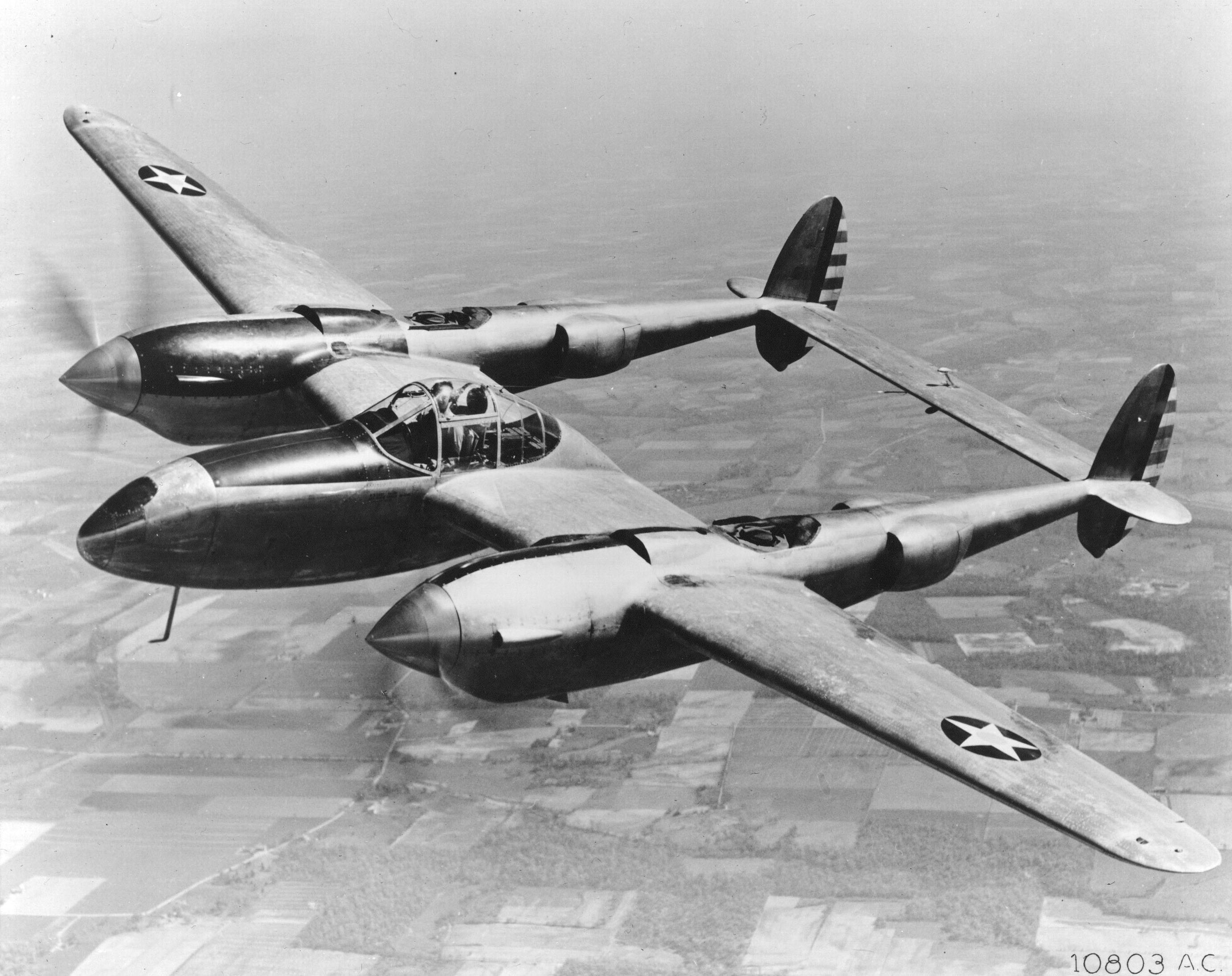
YP-38（1943年）

1937年，美国陆军航空隊發布了一項截擊機需求，性能標準被要求能夠在20000英尺（6100米）高度以360英里／时（580公里／时）飞行的。洛克希德公司為此提出了22型設計案，亦即後來的P-38之原型，之後美国陆军航空隊又將之修改簡化為低空攔截的需求，並因而出現了後來的P-39。
在霍尔·希伯德和克莱伦斯·约翰逊的领导下，洛克希德的设计团队曾考虑過好几种布局，之后才采用了P-38獨樹一格的雙機身设计。洛克希德的设计团队选择以双尾桁来装载发动机，而飞行员和武器弹药会被安置在机身中央的短艙區塊裡。机鼻部分原本計劃安装两挺M2重机枪（.50英寸（12.7毫米），每挺备弹200发），两挺0.30英寸（7.62毫米）勃朗宁机枪（每挺备弹500发）和一門37毫米奥兹莫比尔机炮（备弹150发），並将所有机载武器全部装置於机鼻前端，這意味着P-38的飞行员必须瞄得很准（其他美国战斗机都将武器装在机翼內，从两翼武裝射出的子弹会在飞机前方某点会合，所以飞行员的瞄準距離相對較短）。举个例子来说，如果二战美军王牌飞行员理查德·邦格需要用P-38去击落一架敌机的话，他需要讓飛機的機頭對準目標才能击中它，因此他的P-38可能从敌机爆炸后在空中乱飞的碎片中穿越。尽管这样，P-38的机载武器與其它美軍戰機武器配置相比有一項重要优点，即武器的有效射程與最大射程幾乎相等，因此P-38可以在远距离外就击落敌机。一架P-38可以进行近距离射击，也可以射击1000码外的目标，而其它飞机的射击范围只能在100码与250码之间。這種武器配備的方式使它在對地面目標掃射時有助於減少受到對空砲火的威脅範圍。
P-38的动力由两具出力早期型为1000马力（746千瓦）的艾力森V-1710 12缸液冷發動機以及通用動力公司設計的涡轮增压发动机提供。两具螺旋桨分别向相反方向旋转以抵消力矩。增压器位于尾撑之前與发动机之后的機身上緣。P-38是第一种应用前三点式起落架的战斗机。
洛克希德的原型机“洛克希德22式”在1937年6月23日被美国陆军航空兵选中，随后陆航与洛克希德签订了制造一架XP-38原型机的合同。XP-38于1938年7月开始建造，首飞日期为1939年1月27日。 1939年2月11日，XP-38轉往怀特-帕特森空军基地去进行测试的飛行是由當時美国陆军航空隊司令亨利·阿諾德所下達。这架飞机創造了一项横跨美洲大陆的新纪录，它用了7小时零2分钟从加利福尼亚飞到了纽约州，但是在纽约州的亨普斯特德市的密契爾機場降落时损坏了。尽管这样，陆航还是在1939年4月27日订购了13架YP-38原型机。 

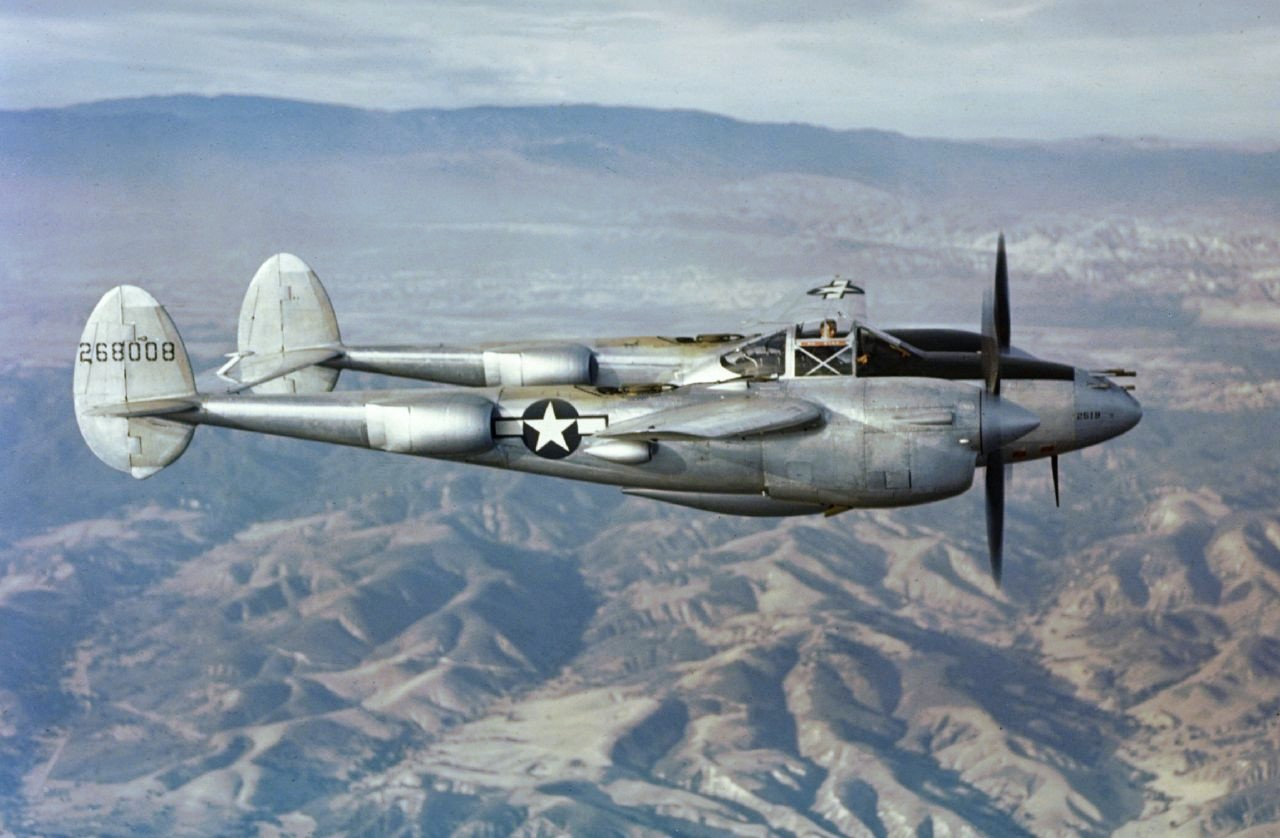
P-38J在加利福尼亚上空飞行

YP-38的生产没有跟上进度，第一架原型机直到1940年9月才建造完成，首次試飞日期为1940年9月16日，最后一架在1941年6月被送到陆航。这些飞机与手工制作的XP-38很不相同。与XP-38比起来，YP-38重量更轻，发动机安裝也有了改变，两具螺旋桨由向内旋转变成了向外旋转。这些变化有助於改善它在射擊上的稳定性。

### 外型與氣動力特性
在试飞時YP-38的尾部出現严重的振颤（Flutter）问题。在高速飞行達到0.68馬赫，尤其是俯冲時，YP-38的尾部会开始剧烈振动並且導致機頭沉重而有下垂傾向。在这個動作下它會發生壓縮效應及失速而導致控制面鎖死，飞行员只能跳伞逃生，或等飛機降低到大氣密度較高的低空時再試圖挽救。在1940年11月4日的一次飞行中，一架YP-38的尾部在俯冲时突然解体，飞行员Ralph Virden牺牲。在另一次事故中，美军陆航上校Signa Gilkey在失去控制后没有跳伞，他在飞机的高度降低后利用升降舵配平片又重新获得了控制。 1940年代美國航空學界對振顫問題的觀點是認為機體尾部操縱面的剛性不足，然而P-38的尾部已經改採用鋁製蒙皮（而非原型機使用的布料舵面），剛性比較高，因此應該能降低發生振顫的機會。為了證實這項推測，一架YP-38的升降舵和垂直安定面採用比設計厚63%的金屬蒙皮，可是更高的剛性並未消除振顫現象。陸軍中校肯尼斯渥夫（當時陸軍生產工程部指揮官）因而要求洛克希德在升降舵上下兩側加装配重以尋求改善，即便原始設計已於兩個垂直安定面內加上配重。各種方案試飛後所紀錄的各項數據和表現，例如凱利強生在2414號報告中提到，…劇烈的震動現象並未改善，無論在哪一種方案下，俯衝時的傾向也和過去相同。儘管相關試驗未能找到解決方法，渥夫中校堅持後續量產型都必須包括這些額外的配重。
振颤（Flutter，或壓縮）問題，最终在1943年末藉由裝設能夠快速展開的俯衝襟翼，改變P-38在俯衝時機翼的氣動力外形而獲得解決，襟翼安裝的位置是在兩個發動機艙的相對外側，施放時可以在1/2秒下垂35度。這個襟翼並不是當作俯衝減速面，而主要是用於調整俯衝時機翼上的氣壓分布，以免失去升力。
克莱伦斯·约翰逊后来回忆说：
|  | 我為了P-38的壓縮性問題得了胃潰瘍，因为我们的飞机达到了一个前所未有的速度。我们很难说服别人说問題不是出自於P-38的滑稽外形，而只是一个基本的物理问题。我们知道当P-38的尾部脱落时會发生什么事，在整个二战期间我们都在尝试着将它的速度提高15节（28公里／时）。但壓縮問題有很长时间對我們來說如同一堵高牆，之后我们就学会了怎样解决它。 |

抖振（Buffeting）是另外一項在P-38早期發展階段出現的空氣動力問題，很難從壓縮性問題之間被區別的原因，是由於兩者發生的現象都在報告中以「尾部震動」來形容。抖振發生的原因來自於機尾部前方的氣流發生擾動，當氣流速度在接近弦厚比最高的機身與機翼接合處時提高了40%，因此，當飛機高度為25000英尺，速度達到500英里／時，該處的氣流速度會接近音速，使飛機在高速下會出現大幅度震動的現象。因此P-38在設計時加入翼前緣翼縫，以及裝在機翼，座艙與發動機艙間的翼胴結合體以改善這些問題。15號風洞測試的結果顯示它能完全消除抖振現象，使得這項改良被落實在進入量產的P-38機體上，徹底地解決了問題。

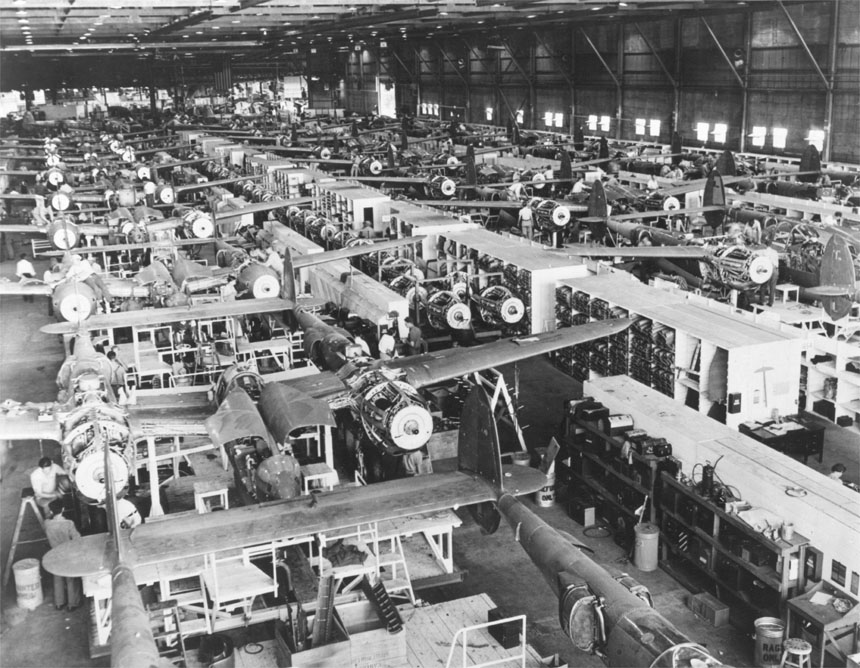
P-38生产线

关于P-38的另一件問題是，它的两具发动机都是不可或缺的：如果起飞时一具发动机出了故障，另一具发动机就会使飞机往運作中的發動機一方滾轉。在双引擎飞机的训练中，飞行员们被告知如果在起飞时一具发动机出了故障，那么就要将另一具发动机的油门推到最大；但在P-38中，发动机产生的扭矩太大了，以至于飞机会進入不對稱滾轉，翻过来然后坠向地面。最终，处理P-38引擎问题的步骤被修订为：减少能工作的那台发动机的推力，故障的發動機螺旋槳改為順槳，然后慢慢增加推力直到飞机能平稳地飞行。
P-38的发动机只产生很小且獨特的噪音，因为它们产生的废气被涡轮增压器包住了。早期的P-38不能適度地控制驾驶舱内的温度，当在热带飞行时，机舱内会很热，而机舱盖不能随便打开，否则將讓飞机会开始剧烈振动；在北欧上空飞行时，机舱内溫度則快速下降，因为发动机与駕駛艙的距离太远，它们的废气无法在如此远的距离上提供足够的热量。后来的P-38藉由改善供熱導短管，引入部份發動機廢氣改善艙內溫度，而解决了这个问题。

### 量產與發展
1939年9月20日，美国陆航訂购了66架P-38的最初生产型，这时第一架YP-38还没有建造完成，1941年中期已有30架被送交陆航。在这些飞机之中，並非所有P-38都安装武器系统的。稍後它们配備了4挺.50英寸重机枪（而不是之前YP-38的.50英寸与.30英寸机枪各2挺）和一門37毫米机炮。这些飞机也装备了防弹玻璃，机舱内装甲和荧光仪表。
其中一架飞机被作为陆航的试验机，装备了一个增压驾驶舱后被重新命名为XP-38A。根据陆航从欧洲收到的报告，对余下的36架飞机进行了一些小小的改进，比如说加装自封油箱和加厚装甲。陆航将这36架飞机命名为P-38D。这也表示P-38B或P-38C的次型號被省略不用。P-38D的主要任务是解决一些飛行特性的小问题，和帮助陆航飞行员适应这款飞机。
1940年3月，法国与英国（基於對長距離雙引擎戰鬥機的需要而）訂购了667架P-38，送到法国的P-38被称为322F型，送到英国的P-38被称为322B型。这些飞机是P-38E的改型，它们並未裝備涡轮增压系统（因為英國認為不需要而取消），而且它们的螺旋桨一律向右旋转，为的是減輕與同样被英法定购的P-40同款引擎的後勤需求。在1940年6月法国沦陷之后，英国打算接收美国出口给英法两国的全部P-38并將它们命名为“闪电I”。1942年，3架没有涡轮增压系统的闪电I被送到英国进行测试，测试后发现它的最高速度是300英里／时（480公里／时）并且很难控制。于是英国失望地放弃了这批闪电I。余下的140架闪电I被送返給美国陆航，而它们的螺旋桨被修正回原本的反向旋转設計，但是这些闪电I仍然没有涡轮增压系统。它们只被用作教练机，陆航给它们命名为RP-322。这些教练机帮助了美国陆航训练新飞行员去驾驶动力强劲且复杂的新型战机。RP-322在低空时的速度相当高，很适合于用作教练机。P-38这次出口失败带来的另一个好处是：它得到了“闪电”这个名称。儘管原本打算根據用神话故事来给飞机起名的传统，洛克希德给它起了阿塔蘭塔这个名字，但是最后英国皇家空军起的名字成为了P-38的正式名称。

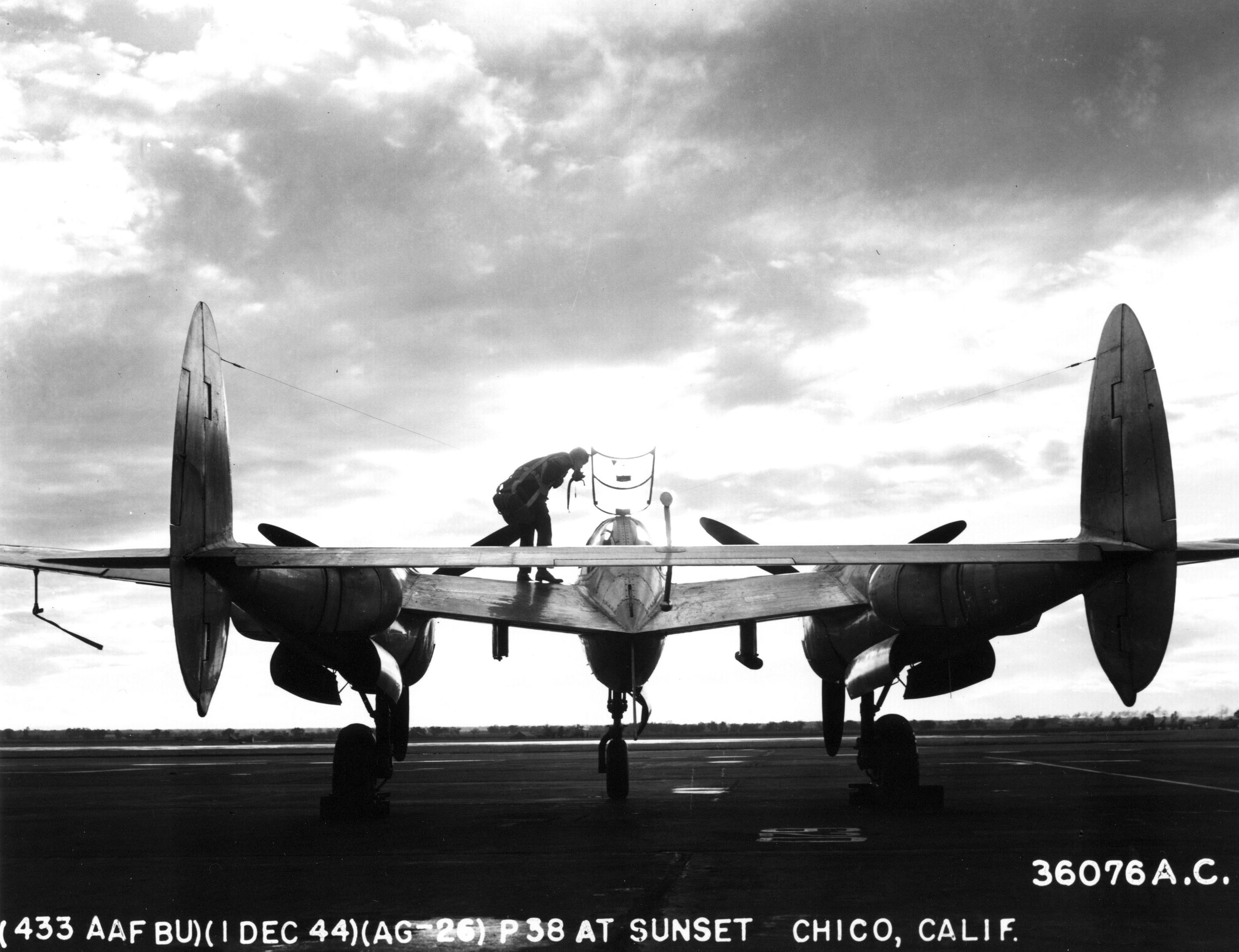
日落时的P-38

## 服役
第一支使用P-38的部队是美军第1战斗机大队。在珍珠港事件后，第1战斗机大队加入了驻扎在聖地牙哥的第14战斗机大队来保卫美国西海岸。

### 实战应用
第一种用于实战的P-38是F-4偵察型，它是由P-38E将武裝撤除並换装为照相机而改装成的偵查機。1942年4月4日它们被調派至駐紮在澳大利亚的第8照相侦察中队。皇家澳大利亚空军在1942年9月之后的一小段时间内使用了3架F-4。
1942年5月29日，25架P-38E與F开始在阿拉斯加州的阿留申群岛执行任务。长航程的特點使它很适合于参与在这个1200英里（2000公里）长的岛链上空进行任務。但阿留申群岛的惡劣氣候並不适合于测试新式战机的实战性能，由于恶劣天气和其他原因而坠毁的P-38的数量遠比被敌机击落的還多。例如有若干P-38的飞行员，在长时间飞行于同為灰色的天空与海面后產生空間迷向，並因惡劣天候的影響而導致墜毀。1942年8月9日，第11航空军第343战斗机大队的两架P-38E在执行一次单程为1000英里（1600公里）的长距离巡逻任务中，与两架日本帝国海军的九七式飛行艇相遇并将它们击落。它们是第一批被P-38击落的日本战机。

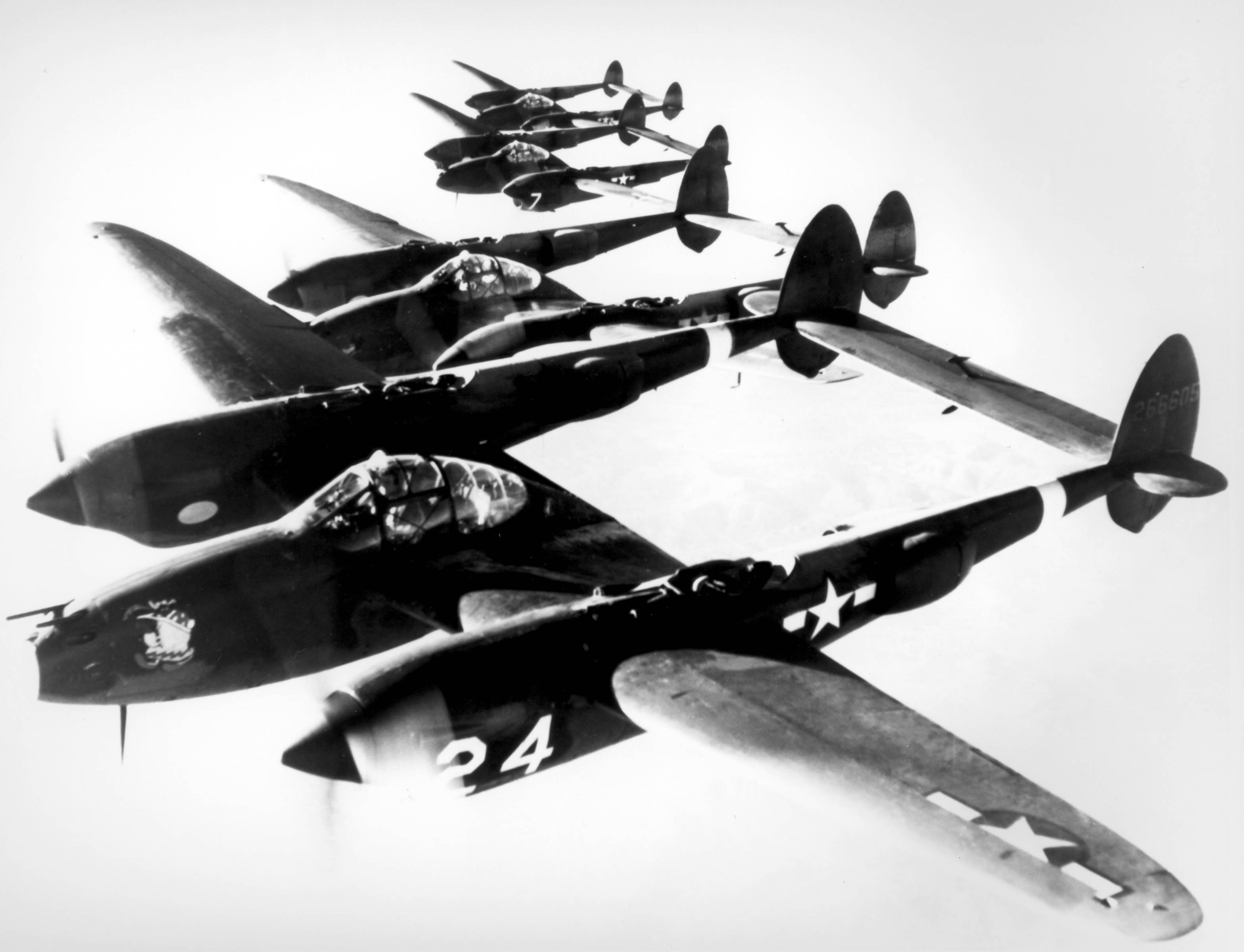
4架P-38编队飞行

### 地中海战场
在中途岛海战之后，美国陆航开始派遣战机进入英国参加波利露计划。第1战斗机大队的P-38以冰岛为中转站飞到了英国。8月14日，一架P-38F和一架P-40在冰岛外围执行任务时击落了一架Fw 200。这是第一架被美国陆航击落的德国空军飞机。
在戰爭早期階段，面对敌人的袭击，P-38有许多次都很幸运地逃脱了。一个很著名的例子是：1942年7月，第71战斗机中队的P-38降落在高克希尔（位于英国林肯郡），交接仪式定在8月中期。在交接仪式的前一天，高克希尔遇到了二战中对它的唯一一次空袭。一架德国轰炸机飞到了机场上空，向两条新建跑道的交叉处扔下了一颗炸弹，这颗炸弹正中目标但是没有爆炸，于是这里的战机仍然可以起飞。（有趣的是，那颗炸弹在当时竟无法被移走，所以在二战期间，盟军战机每次从这里起飞都要经过它。）
在执行了37次没有与敌人交火的任务后，第1，第14和稍後的第82战斗机大队加入了駐在北非的第12航空军，它是为了完成火炬行動而建立的。1942年11月19日，P-38护卫着B-17完成了对突尼斯的一次轰炸任务，並造成廣泛破壞。1943年4月5日，第82战斗机大队的26架P-38F和P-38G在一場戰鬥中击落了31架軸心軍戰机，它们帮助盟軍鞏固了地中海戰區的制空权，在幾場最為重要的轟炸任務中，這三個大隊的P-38成為盟軍護航力量的核心，擊退了大量的軸心國戰鬥機。（但也蒙受了不小的損失）
由於P-38在地中海上空的活跃表現，德军飛行員给P-38起了個外号为“叉尾妖怪”（Der Gabelschwanzteufel）。

### 欧洲战场
在德国执行戰略轟炸任务时的慘重損失與经验显示，第8航空军的重型轰炸机需要有远程战斗机来护航。因此第55战斗机大队的P-38H在1943年9月被派往駐英国的第8航空军執行任務，第20、第364和第479战斗机大队也陸續在1944年初加入陣容。

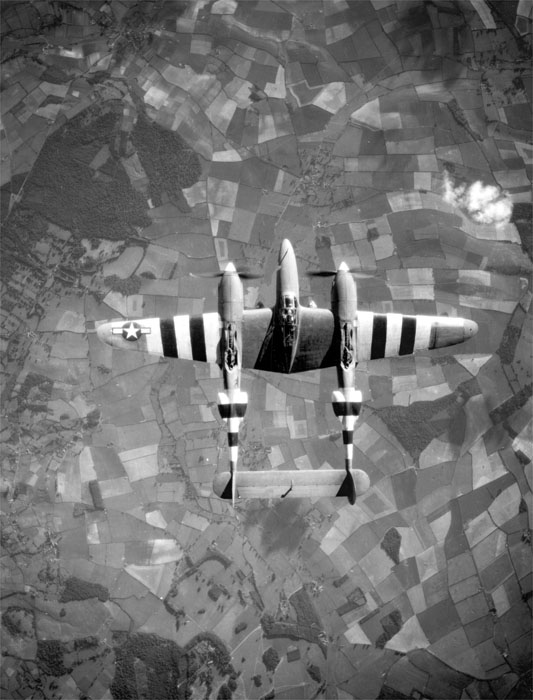
参加诺曼底登陆行动的P-38

尽管P-38在北非战场得到了“叉尾妖怪”这样一个令人嫉妒的外号，P-38在德国上空却不那么成功。在西北歐的高空执行任务时，它出現幾項技術問題，首先：它的駕駛艙因供熱不足而影響任務執行的環境，讓飛行員遭受凍傷。其次，它的性能表現也不如Fw 190和Bf 109，這是因为它的发动机会在高度高于20000英尺时出现故障，其原因被归结为火星塞和冷卻性能不足導致出力下降的技術性问题。這些问题都陸續在改良後的P-38J型上獲得解决，但是到了1944年9月時，第8航空军所有装备P-38的战斗机大队已经全部换装P-51。只剩下F-5这个P-38後期的侦察机型號由第8航空军继续使用進行對德國的戰略偵查，并且使用得非常成功。

### 太平洋战场
P-38在太平洋战场上被应用的最广泛也最为成功。由於它的高速，重火力和長程續航力，尤其雙發動機所帶來的安全性，使許多飛行員在飛機受損後，不像其它單引擎飛機（以及他們的日本對手）一般可能必須迫降，而可以飛回基地維修再戰，使得P-38成為美國陸航從1943年中期迄至1945年太平洋戰爭的主力戰機。因此P-38也成為击落最多日本战机的美国陆航战斗机。在温暖的热带海域，P-38的机舱較不需處理像欧洲战场上的保暖问题。实际上，因为在飞行中不能随便打开机舱盖（否则飞机会剧烈的颤动），机舱内是很热的。而尽管P-38的運動性和滾轉率並不如零式和其他许多日本战机，它的高速和優異的爬升率提供美国飞行员两種戰術选择：交战和脫離，而且它機頭的密集火力对于防护能力較弱的日本战机来说深具毁灭性。P-38可說是讓在南太平洋作战的日本飞行员们又爱又恨，而得到另一個相近的外號「双胴恶魔」。
P-38登場後，美軍飞行员们开始在與日本战机的交戰中取得優勢。他们完成的任务中包括了二战中最有名的一次截击：1943年4月18日，339與70战斗机中隊的美军飞行员驾驶P-38G击落了日本海军司令山本五十六的座机。在美国情报部门破译的一则密电中，情报人员发现山本将会到布干维尔岛的前线视察，于是美军派了18架P-38去擊落山本的座机，整个计划是这样的：先在海平面以上3米至15米的高度低空飞行700公里（435英里）以避免被发现。发现目标后，其他飛機則爬高擔任掩护，並由四架飞机攻击山本座机。这群P-38成功攔截了山本和宇桓中將的1和2號座机和护航的零式战机并与它们交戰（任務中有兩架因故障而退出），山本和宇桓中將的座机分別被击中，坠入丛林和海面中，山本並在此役中陣亡。
1943年3月2日至4日的俾斯麥海海战中，P-38在高空为第5航空军和澳大利亚的轰炸机与攻击机群擔任护航，这次海战对日本人来说是一次沉重的打击。然而第39战斗机中队的两位P-38王牌飞行员則在这次战役期間第二天的空戰中牺牲，他们是Bob Faurot和Hoyt "Curley" Eason（一个击落了五架敌机的老兵，他教过几百名飞行员，其中就包括理查德·邦格）。

### 评价
P-38的性能评价整體上相對复杂。負面的批評與正面的肯定各自有其合理性：
在負面評價部份，P-38無論早期或後期改良型的靈活性，依然稍弱於当时一流的单引擎战机，早期型号的座舱内供暖不足，使飞行员执行高空远程护航任务時经常在機艙中被冻得失去知觉。而发动机本身也存在某些危險问题－有相當數量P-38因为发动机故障而坠毁。而H型之前的早期型由於設置在主翼兩側前端的翼內冷卻器性能欠佳，在西北歐戰場高空飛行時容易造成潤滑油溫度過低而失效，因此造成发动机故障、起火甚或爆炸。此外，早期採用的渦輪增壓器結構強度不足，有時甚至發生渦輪葉片在高速轉動下脫離增壓器，破壞飛機的其他結構而造成損毀。最後，其傳統機翼構型的氣動力設計，在高速下往往會發生振颤（Flutter，或稱為壓縮）技術性問題，這些缺陷使得直到P-38H為止的型號，在西北歐上空对抗德国空军時，整體表現並不如在地中海戰場般出色，而德国戰鬥機飞行员也學習到在被P-38追击时採取俯冲脫離，迫使P-38飛行員往往因為顧慮振顫而放棄追击。這些問題直到重新改良設計的P-38J-25等型號登場後才獲得解決。
另一方面，尽管其原始氣動力設計侷限了纏鬥性能，但P-38还是有很多优点：航程远，载弹量大，速度快，爬升率高且火力密集，且用途十分多元，抗損能力也十分強勁，而前三點起落架配置也讓P-38在條件簡陋，跑道長度有限的前線機場操作時，擁有更安全的操作性與起降性能，比起（機身重而且採取後三點配置）需要長跑道升空的P-47，P-38更能適應太平洋戰場的前線環境需求。如果由高素质的飞行员驾驶，它更是一种可怕的截击机和攻击机。在太平洋战场上，P-38击落了超过1800架日本战机，有100多名驾驶它的飞行员击落了5架或多于5架敌机，成为了王牌飞行员。二战期间美国头号和二号王牌Richard Bong（战绩40架）、Thomas McGuire（战绩38架）驾驶的机型都是P-38。此外，由P-38所改裝的偵察型F-4與F-5系列更成為美軍在二次大戰期間最重要的戰略偵察機，提供了戰略轟炸所需要的目標資訊和地圖，因而為盟軍的勝利提供了至關重要的貢獻。

### 战后
战争的结束留给了美国陆军航空兵几千架P-38，它们在随之而来的喷气机时代迅速地过时了。50架P-38的后期型号（P-38L）被送往意大利，在那里又服了几年役。12架P-38被卖给了洪都拉斯。其它飞机以每架1200美元的价格出售，最后剩下的被拆解。
洛克希德公司的试飞员Tony LeVier是战后P-38的一个买主，他把买到的P-38改装成了一架比赛用机。1946年至1949年之间，P-38是很流行的参赛用机。
F-5（侦察机型P-38）被航空照相公司买走，用于拍摄照片以制作地图。从1950年代开始，P-38的使用逐渐减少，全世界只剩下24架多一点的P-38，在这之中只有几架仍然在飞行。目前德克萨斯州加尔维斯顿的孤星航空博物馆亦有展出着一架P-38。

## 改型
| 改型      | 生产数量 | 备注                      |
| --------- | -------- | ------------------------- |
| XP-38     | 1        | 原型机                    |
| YP-38     | 13       | 用于评估                  |
| P-38      | 30       | 最初的生产型号            |
| XP-38A    | 1        | 带有增压驾驶舱            |
| P-38D     | 36       |                           |
| P-38E     | 210      |                           |
| F-4       | 100+     | 以P-38E为基础改装的侦察机 |
| Model 322 | 3        | 英国皇家空军用机          |
| RP-322    | 147      | 美国陆航训练机            |
| P-38F     | 527      |                           |
| F-4A      | 20       | 以P-38F为基础改装的侦察机 |
| P-38G     | 1,082    |                           |
| F-5A      | 180      | 以P-38G为基础改装的侦察机 |
| XF-5D     |          | 一架改装后的F-5A          |
| P-38H     | 601      |                           |
| F-5C      | 123      | 以P-38H为基础             |
| P-38J     | 2,970    | 带有新型散热器            |
| F-5B      | 200      | 以P-38J为基础             |
| F-5E      | 605      | P-38J/L改装而成           |
| P-38K     | 1        | 桨式螺旋桨                |
| P-38L-LO  | 3,810    |                           |
| P-38L-VN  | 113      |                           |
| F-5F      |          | 以P-38L为基础             |
| P-38M     | 75       | 夜间战斗机                |
| F-5G      |          |                           |

P-38总產量共約接近10000架；它是仅有的几种在整个二战期间都在生产的战机之一。P-38影响了许多飞机，比如说L-049的机翼就是大号的P-38机翼。
第一种能用于实战的P-38是P-38E，它的仪表经过改进，还具有电力系统和液压系统。在生产进行到一半的时候，老式的哈密尔顿标准公司的液压驅動空心钢螺旋桨被新式的寇蒂斯公司电气驅動硬铝螺旋桨替代。它有许多种武器布局，其中4挺12.7毫米机抢（每挺备弹500发）与一挺伊斯帕諾-西扎20毫米机炮（备弹150发）成为了标准武裝。
早期的型号中，机枪的布局是对称的，但在P-38E和之后的型号中，四挺机枪的枪管向外伸出的长度比大概为1:4:6:2。这是为了使供弹带不弯曲，不像早期型号那样经常堵塞。    
第一架P-38E在1941年10月建造完成。一共有100多架P-38E在工厂裡或在生产完后被改装成了侦察机型，即F-4。绝大多数早期的P-38侦察机都只被用于训练，但是在1942年4月，F-4成为了第一种用于实战的P-38。在210架P-38E建造完成后，人们在1942年4月开始建造P-38F，它的发动机底部具有沟槽，能够加挂副油箱或2000磅（900千克）炸弹。P-38F一共生产527架。

### 實戰型：P-38F, P-38G, P-38H
1943年早期，P-38G开始被生产，它使用了动力更强劲的艾利森1400匹马力（1040千瓦）发动机，还装备了更好的无线电系统。P-38G之后的型号是P-38H它使用了艾利森1425匹马力（1060千瓦）发动机和一門威力更强大的机炮，载弹能力也增加到了3200磅（1450千克）。一部分这些型号的飞机被改装成为F-4A和F-5A侦察机。其中一架F-5A被改装成了双座侦察机用于试验，它在尾撑那里也加装了照相机。
尽管在低空由优秀的飞行员驾驶时它们的反应会很灵敏，早期的P-38型号并不很灵活。从P-38F-15型开始，它们的襟翼被稍稍调整以便使飞机在实战中能更敏捷。当襟翼的角度为8度时，P-38的转弯半径就会变得比同时期许多单引擎战机都小，代价仅仅是增加微小的空气阻力。

### 成熟型：P-38J, P-38L

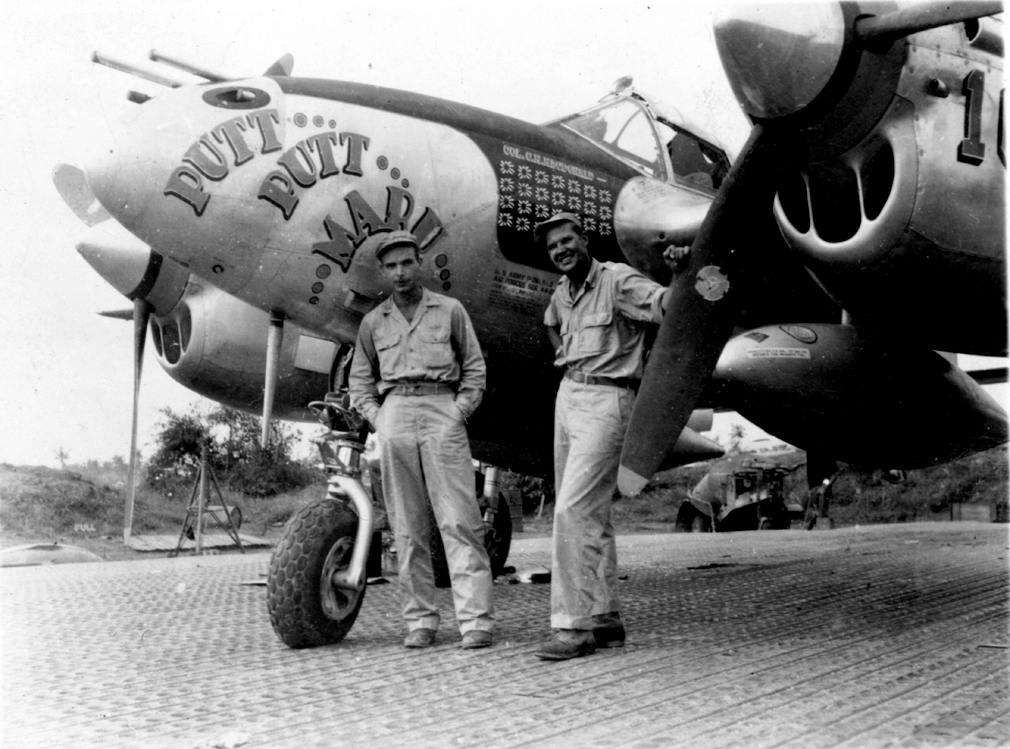
Al Nelson與查理斯·麥克唐納的座機"Putt Putt Maru", 可看到P-38J發動機下的散熱器進氣口

具有决定性意义的P-38J在1943年8月進入生产。早期型号的涡轮增压系统和散热系统位于机翼外側前缘，它们被证明冷卻效能不佳，且在实战中容易受损，如果飞行员错误操作的话它们还有可能會爆炸。在J型以後的型号当中，它们的散热系统被移入改良過的發動機艙"下巴"。这个区别使肉眼能很容易的分辨出P-38J型與早期型號的不同。儘管與H型都是使用V-171089/91發動機，經過改良並擴大的冷卻系統能有效降低引擎溫度，因此大幅提升發動機的輸出。而原本舊冷卻結構所在的翼前緣空間則改為55美制加侖燃料箱。
從最后210架P-38J生产型開始採用裝置於發動機外側－機翼中下方以電力驅動的俯衝襟翼，它解决了P-38在高速飛行時的壓縮性问题，加了这些改进之后，美国陆航的飞行员报告说P-38可以以600英里／时（970公里／时）的速度进行俯冲，但是后来发现当时的空速计因為可壓縮性出了问题，因此实际的俯冲速度是要低一些的。
为了遵守1944年美国陆航的交戰策略，后期的P-38在出厂时都没有塗裝。但也還是有些飞行员们试着给它们喷漆，因为他们不想让自己的飞机在敌人面前太显眼。
从P-38J-25型开始，它们又被加装了液压传动副翼，这个改动提高了它们的横滚性能并且缩短了反应时间。由P-38J-25-LO的最后一批生产型開始加装液壓輔助副翼，这是液壓輔助系统在战机上最早应用的例子之一，而且助力确实帮助飞机增加了高速时的滚轉速度并且改善了性能。洛克希德与全美几百家承包商都在全力生产这种令人十分满意的战机，每月的生产量有几百架。
1942年至1943年间，又有两架P-38K被建造出来。第一架是由一架P-38E加装了“哈密尔顿标准公司”船形螺旋桨，这种螺旋桨与P-47使用的相似。新螺旋槳的鼻錐罩直徑較大，因此提高動力傳送軸線。新設計的發動機整流罩配合螺旋槳鼻錐罩的外形，同時第一架P-38K还修正並裝上後來为P-38J研制的新型中冷器（使其引擎整流罩外型與P-38J/L相同）。这架飞机的良好性能让人们又接着建造了第二架P-38K，这是一架改装后的P-38G（改装后重命名为P-38K-1-LO）。它使用了与第一架相同的螺旋桨，还配备了新型发动机，它的发动机比后来P-38L发动机的动力还要大100马力。测试时发现它在战斗时能达到432英里／时的速度，在紧急戰鬥動力輸出下，速度更可以提升到450英里／时，而且它的爬升率，载重，实用升限和航程都有所增加。但是，美国战时生产委员会没有许可P-38K的量产，因为那被認為需要至少两到三个星期以便改裝生產設備，因而中斷P-38的生产。 
P-38L則是P-38系列中生产数量最多的，一共有3923架P-38L被建造出来，其中113架是由康维尔公司在它位于田纳西州纳什维尔的工厂建造出来的。P-38L在1944年6月进入美国陆航服役，及时地为盟军诺曼底登陆提供了支援。洛克希德生产的飞机，它们的批号后面都会加上一个“LO”，比如说“P-38L-1-LO”。康维尔公司生产的飞机，它们的编号后面都会加上一个“VN”，比如说“P-38L-5-VN”。
P-38L-5，是最主要的P-38L生产型，擁有改进后的座舱加热系统，它包含了一个插座，飞行员可以把他们的电热服插销插进里面。P-38L还裝設有液压传动的襟翼和副翼，这些設計使它在高速时更易于操纵。这些飞机还裝備了新型的V-1710-111/113 (F30)发动机，它降低了高空飞行时的故障次数。而P-38L也是第一种装設“零－零長度”火箭发射器的P-38。設計師早期在它的两侧外机翼下方各加装7枚HVAR（高速航空用火箭），之后則修改為在机翼靠發動機外側處各加装5枚HVAR。P-38L的机翼挂架也得到了補强，使它可以挂载2000磅（900千克）炸弹或容量为500美国加仑（1140升）的可抛弃副油箱。

### 偵查型，探路者，夜间战斗机和其他特殊的用途
P-38也被改装成执行多種不同任务的飞机。

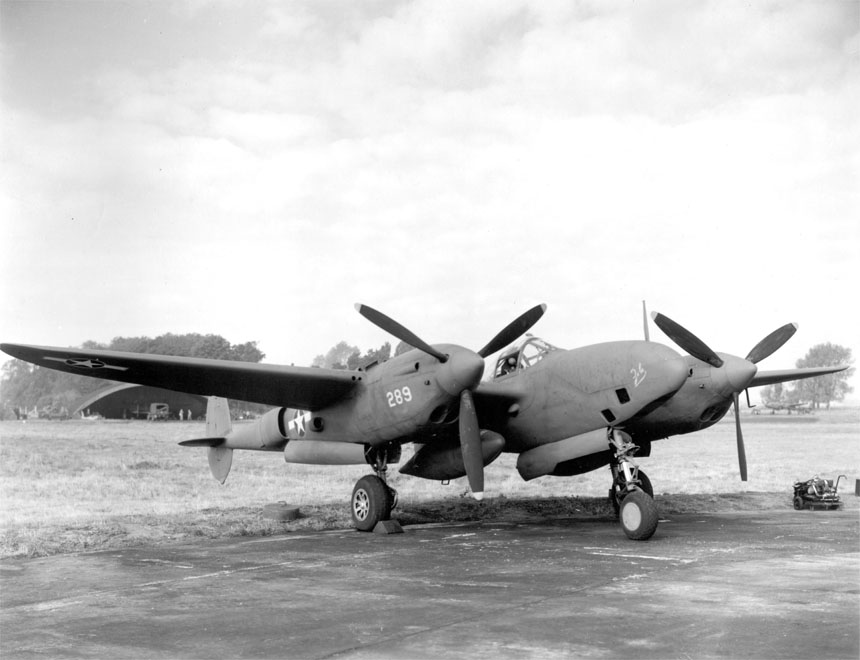
F-5B，P-38的侦察型

洛克希德将200架P-38J改装成了无武器的F-5B侦察机，还有几百架P-38J和P-38L被改装成了F-5E，F-5F和F-5G。还有几架P-38L被改装成双座型TP-38L教练机。
除了F-4和F-5侦察机以外，一部分P-38J和P-38L还被改装成轰炸机编队的领航机，机鼻中有一个“诺登”轰炸瞄准器或一个H2X雷达。一架P-38领航机会领导着一群挂载着900千克（2000磅）炸弹的P-38，一旦领航机开始投弹，编队中的所有飞机都会跟进投弹。例如在諾曼第登陸前，55大隊曾在登陸區附近的機場進行過轟炸，但因缺少相關訓練，在轟炸成果上並不十分顯著。
少部分P-38被改装成了夜间战斗机。对P-38進行改良的最终结果，產生了P-38M夜间战斗机。一共有75架P-38L被改装成夜战飞机，它们被漆成黑色，枪管前方加装了圆锥形的消焰器，机鼻下加装AN/APS-6雷达，雷达操作员位于驾驶员後上方新增的驾驶舱内。机身后部的空间很小，所以P-38雷达操作员的身高受到限制。令人吃惊的是，这些新加的夜战裝備几乎没有降低P-38M的性能；它甚至比诺斯罗普公司专为夜战而研制的P-61战斗机飞得都快。有些P-38M在二战将要结束时于太平洋上空执行了一些任务，但是没有一架曾經歷實戰。
有一架P-38早期生产型的涡轮增压系统被拆掉，而在其中一个尾撑上被加装了一个新的驾驶舱，这是为了观察飞行员如何驾驶一架左右不对称的飞机。有一架綽號"劍魚"的P-38E的机身被加长，换装了一个串联式双座座舱，后来又换装了层流翼。實驗證實層流翼確實有助於提高飛行速度。
在太平洋战争早期，人们计划给P-38装上浮筒。这些浮筒在飞机与敌人交战前会被抛弃。有些人担心溅到机身上的海水会腐蚀机身，所以有一架P-38的尾翼被提升，并且加装了一个面向后方的座椅，以便让观察员来观察将尾翼提升后的效果。但是最后P-38E还是没有被装上浮筒。
1942年，有一架P-38E被用于拖曳一架运兵滑翔机。实际上许多其它飞机，比如道格拉斯DC-3都可以用来拖曳滑翔机，P-38用于这种任务实在是大材小用。
一些P-38甚至被改装成了运输机。它们的机翼挂架下被挂上了几个运输仓，每个运输仓裡都躺着一名乘客。对于乘客来说这可是很难受的，有些运输仓甚至连窗户都没有。有一名乘坐过P-38运输型的乘客后来说：“设计了这个鬼东西的人真应该来坐坐这玩意儿。”
洛克希德还曾经考虑为美国海军研制一种舰载型P-38，名为“822型”。822型将会有折叠翼，拦阻钩和强化的起落架。美国海军对这个主意并不感兴趣，海军的人认为P-38太大，而且他们不喜欢它的液冷式发动机，因此822型只停留在了设计阶段。尽管如此，海军还是在北美使用了4架陆基F-5B，并重命名为FO-1。
有一架P-38J被用于测试空中加油。测试的计划为：一架轰炸机先伸出一条缆绳，然后让一个油箱顺着这条缆绳滑下，P-38J会在缆绳的另一边钩住油箱。美国陆航确实做了这个试验，但是他们认为这种加油方法不实用。还有一架P-38J被换装滑橇式起落架以便在雪地降落，但是这种滑橇式起落架并未得到实战应用。
战后，一架P-38L被换装了3挺15.2毫米（0.60英吋）机枪。这种机枪是在二战早期为步兵研制的“反坦克枪”，这是在1930年代坦克还不太成熟时由一些国家研制的枪，但是在1942年，用大口径步枪来摧毁坦克的这种方法已被视为“过时”和“自杀性的”了。 
15.2毫米弹药并没有被放弃，美国人在德国的MG 151机枪的基础上又制造了“T17”机枪，尽管一共有300支“T17”机枪和多于600万发的15.2毫米子弹被制造出来，它们从没解决自己的全部毛病，T17从来没有服役过。15.2毫米弹药被改装成了20毫米弹药，这是战后美军的制式弹药。装备T17的P-38L只做了几次不成功的试验。
战后还有一架P-38L被改装成了“超级对地攻击机”，它在机鼻上装备了8挺12.7毫米机抢，两侧机翼各挂载一个武器仓，每个武器仓内有2挺12.7毫米机抢，全机总共有12挺机枪。但是这种布局没有受人重视。

## 使用者
战时
- ：皇家澳大利亚空军[22]
- 中華民國：中華民國空軍—使用了15架以P-38L改裝的F-5E，全數發配第12照相偵察中隊。若干架P-38L與J被配發到不詳的單位。戰後自美軍剩餘物資中接收了一定数量的F-5E和F-5G。[22]中國空軍在二戰末期的湘西會戰曾用幾十架P-38戰鬥機向日軍投擲汽油彈並用機頭的機槍和機炮向日軍掃射，令日軍傷亡慘重。
- 法國：自由法国使用了F-5A[23]
- 纳粹德国：德国空军（使用缴获的P-38）
- 義大利：在二战中，一个盟军飞行员意外地将他的P-38降落在了一个義大利基地，于是義大利人缴获了这架完好无损的P-38。这架飞机被用于对付盟军飞机，但是备用零件的缺乏使它很快便无法再作战。在投降之后，義大利空军使用了F-5A。[23]
- 葡萄牙：在一次从英国至阿尔及利亚的飞行中，两架P-38迫降在了葡萄牙里斯本，葡萄牙扣留了这两架飞机，并且后来让它们进入葡军服役。[22]
- 苏联
- 英国：英国皇家空军（评估用）[22]
- 美国

- 有一架P-38被印度的印度斯坦航空公司改装成了贵宾专机，它的机鼻处有一个舒适的座位，墙壁用羽毛覆盖，机内还提供小吃。它的机鼻处被安上了玻璃，这给了乘客很好的视野。

战后
- 多米尼克
- 義大利：50架后期型号
- ：12架

## 文学和遊戲作品中的P-38
P-38是现在一些电影中的明星，它们包括：
- “一个叫做乔的人”（1943年）史宾塞·屈赛主演，他照看一位年轻的P-38飞行员（凡·约翰逊扮演）。
- “洛克希德P-38的数据”（1943年，彩色，片长34:00）给新飞行员看的教学片。
- “山本被击落了！”（1944年，黑白，片长4:00）展示了P-38编队刺杀山本五十六的全过程。电影包括了可能是由P-38的机载摄影机拍下的山本座机燃烧着坠入丛林的片段。
- “迪克·邦格：太平洋上的王牌飞行员”（1944年黑白片长4:00）讲述了理查德·邦格，二战美军P-38王牌飞行员的生平。
- “P-38侦察机飞行员”（1944年，黑白，片长29:00）影星威廉姆·侯顿扮演“Packy”Cummings 中尉，这个短片展示了侦察机飞行员的工作其实是战争中最危险的任务之一。
- “来自各方面的天使”（1945年，黑白，片长15:00）这个电影显示了P-38生产线上的各种工人。
- “来看一下”（1985年）一架P-38长时间在部队上空飞行。
- “王牌飞行员：铁鹰III”（1992年）一架P-38与毒品贩子之间的战斗。

- P-38也是平面竖版射击游戏“1942”的主角，它在后来此系列的每款游戏中都曾出现。日本遊戲公司“彩京（Psikyo）”發行的兩款射擊遊戲“打擊者1945”以及“打擊者1945II”，P-38成了可選擇的自機角色。

- P-38在遊戲“戰爭雷霆”的中國（中華民國空軍ROCAF）有P-38L (F-5)型偵查機。其位於IV級。
  - 街機模式（Arcade Battles）戰鬥等級4.3；
  - 歷史模式（Realistic Battles）戰鬥等級4.7；
  - 全真模擬（Simulator Battles）戰鬥等級4.7。
- 在遊戲”應徵入伍”中作為盟軍科技樹上解鎖空中載具，型號有P38G、P38J-15和P-38E。

## 有名與現存的P-38

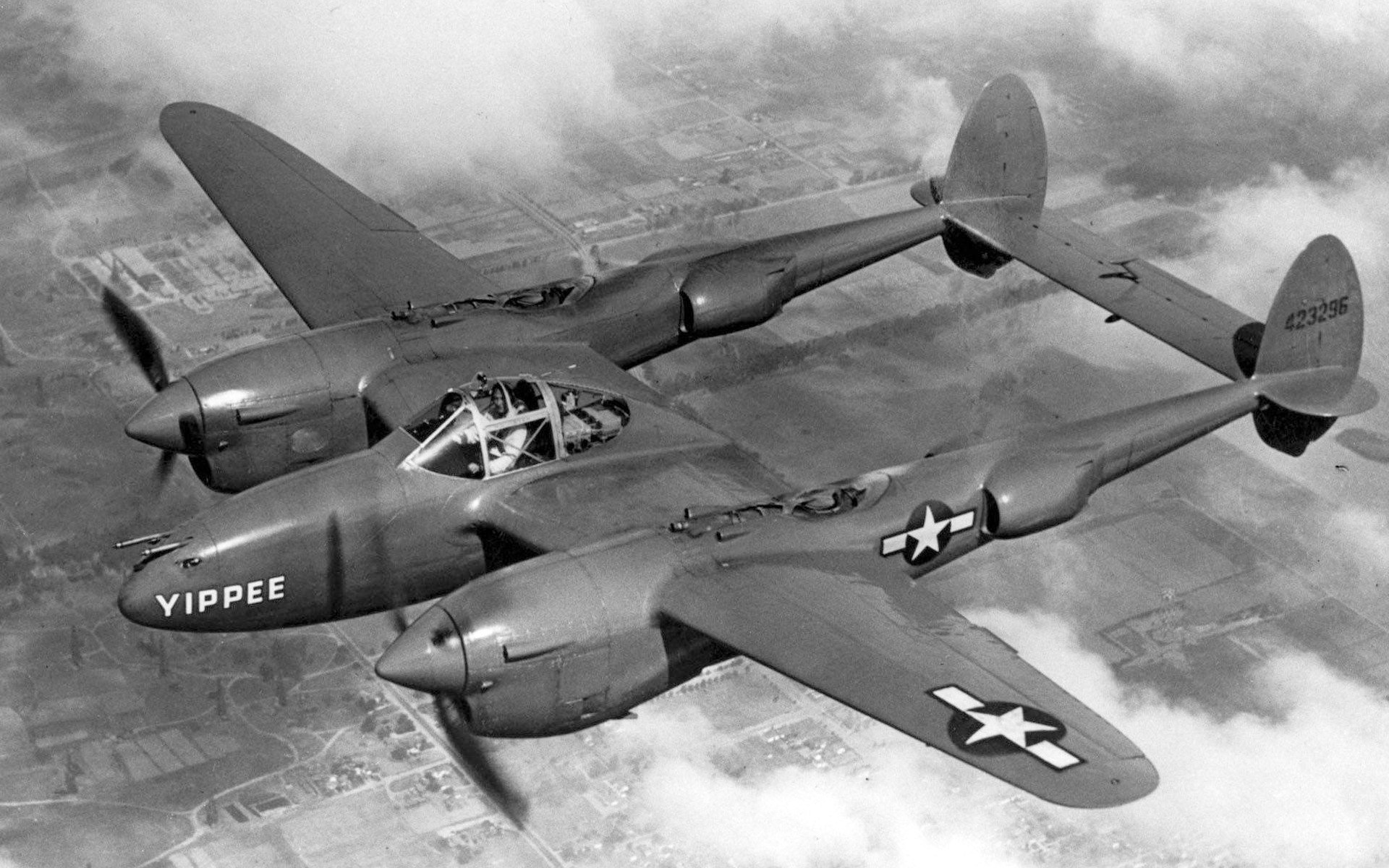
被涂上"YIPPEE"的P-38J

第5000架P-38（一架P-38J）被涂成了鲜红色，并且在机翼下用白漆涂上了“YIPPEE”六个字母，围绕它的是工厂里面几百名工人的签名。洛克希德试飞员Milo Burcham和Tony LeVier驾驶这架飞机完成了几次特技飞行，比如说在只开一台发动机的情况下在树梢的高度进行横滚。这些特技证明了P-38是一种很易于操纵的飞机，而不是“寡妇制造者”。
编号“417630”的P-38F（现在叫做“冰姑娘”）是美国参加二战7个月后飞往欧洲的6架P-38和2架B-17中的一架。当它们经过格陵兰时，因為納粹的祕密電台傳播錯誤消息使他們誤以為目的地天氣惡劣而掉頭返航，但是它们的燃料已经不够了。飞行员们决定就在冰面上降落，有7架飞机机腹迫降成功，1架P-38在降落时翻了过来。几天之后飞行员们获救了，但是那些飞机却没能被回收。许多年之后，它们已经被冰覆盖住了。人们曾经几次尝试着将这些飞机回收，但是全部失败了。

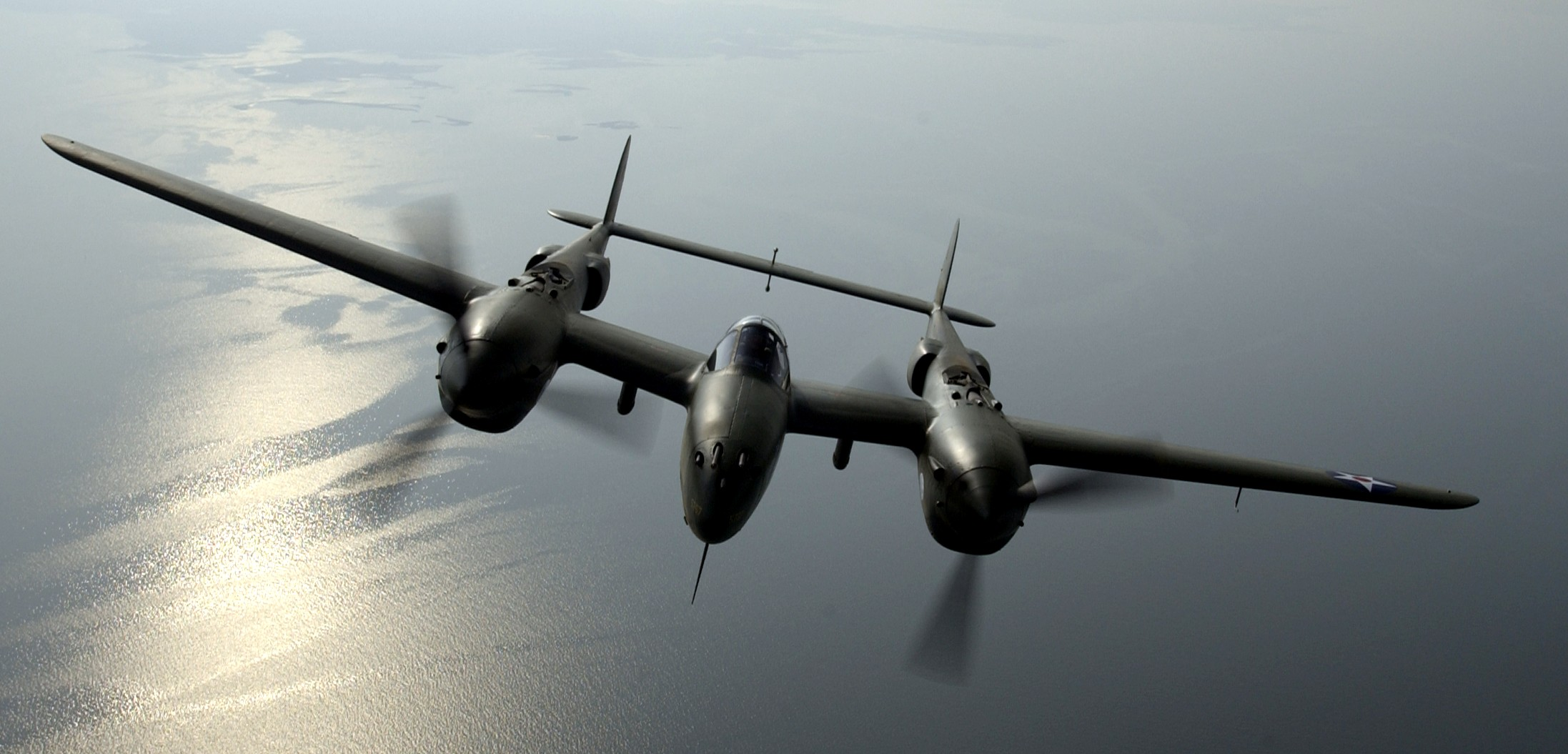
P-38 “冰姑娘”

最后，一个肯塔基州的商人Roy Shoffner申请去回收那些飞机。1992年，在那些飞机降落50年零1个月后，人们开始再一次尝试回收那些P-38。借助那些遇险飞行员在降落前拍的照片和先进的地震仪，人们找到了那些飞机的位置。它们选择了回收一架受损最轻微的飞机。他们用热水融化了那架飞机上面268英尺厚的冰层，最终成功地将它回收了。这架P-38被送到了肯塔基州，经过10年的大修，这架外号为“冰姑娘”的P-38F在2002年10月26日完成了它在大修后的首飞。

## 有名的P-38飞行员

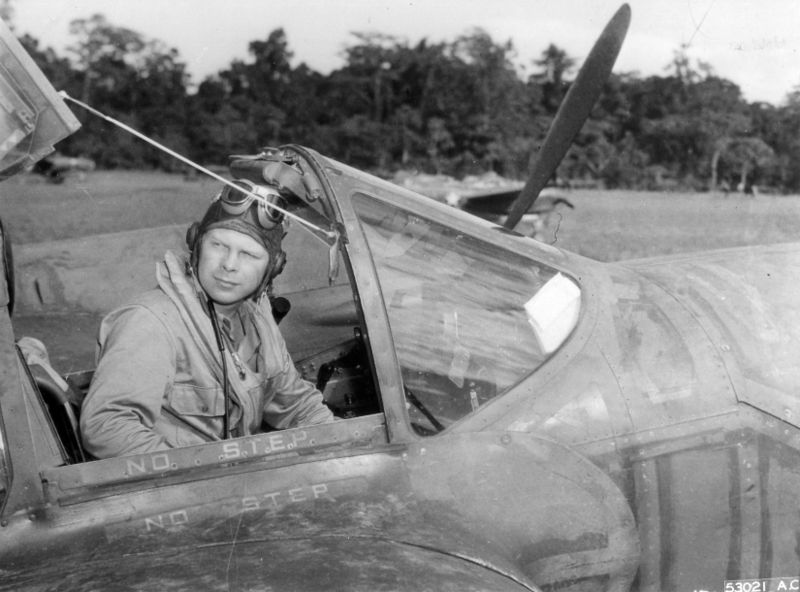
理查·波恩少校

P-38击落了许多日本战机。理查·波恩和湯瑪斯·麥奎爾是美国陆航驾驶这种飞机的头号王牌。这两个人在空中都是富有进攻性的飞行员。但是在地面上，这两个人的性格完全不同。波恩是一个安静，甚至有些害羞的人，而麥奎爾的同事说他是“一个孤傲的天才”。
作为王牌中的王牌，波恩在击落了40架敌机后回到了美国。他死于1945年8月6日，也就是日本遭受原子弹轰炸的那一天，他的P-80喷气战机在起飞时故障墜毀。而麥奎爾在击落38架敌机后，他在1945年1月于菲律宾上空戰鬥時失事墜毀而身亡，他是美军第二号王牌飞行员。这两个人都是（麥奎爾則是被追贈）美國國會荣誉勋章的得主。
著名的飞行员查尔斯·林白驾驶着他的P-38击落了至少一架日本战机（一架99式俯衝轟炸機）。
美军第七号王牌飞行员查理斯·麦克唐纳也驾驶着他那名为Putt Putt Maru的著名P-38击落了28架日本战机。
此外，F-5偵查型通常都是以单机执行任务，所以它们一旦失踪就很難被找到。著名的飞行员，哲学家和作家聖·艾修伯里在1944年7月31日驾驶一架F-5在一次对法国里昂的侦察任务中失踪。2000年，一位法国潜水员在马赛附近的海底发现了一架F-5残骸，它在2004年4月被确认为是聖·艾修伯里失踪时驾驶的飞机。
英国皇家空军的传奇侦察机飞行员Adrian Warburton在驾驶一架从美国陆航借来的F-5B于1944年4月12日执行一次对德侦察任务时失踪。2003年，他的遗体和那架F-5B的残骸在德国被找到了。

## 数据（P-38L）
基本信息
- 机组：1
- 翼型：NACA 23016 / NACA 4412

性能
武器

- 1门伊斯帕諾-西扎M2 (C) 20 mm机炮，备弹150发，4挺12.7毫米机枪，每挺备弹500发。
- 4具M10三管4.5英寸（112毫米）火箭发射器或：
- 10枚5英寸（127毫米）HVAR（高速空用火箭）和/或：
- 2枚2,000磅（908千克）或2枚1,000磅（454千克）或4枚500磅（227千克）或4枚250磅（114千克）炸弹

## 参考

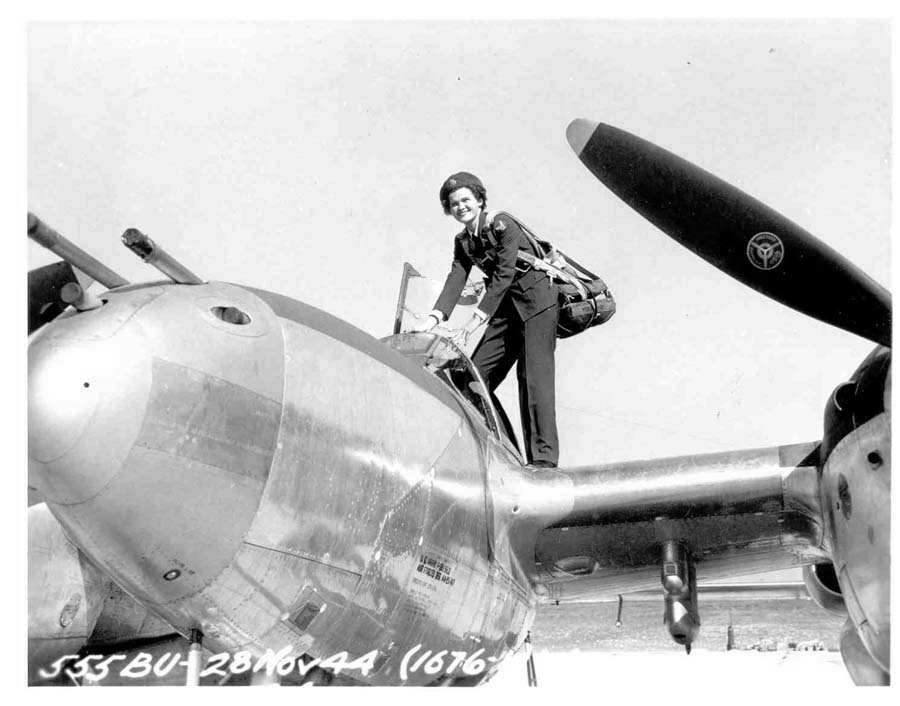
女飞行员Ruth Dailey正在爬进一架P-38。

## 相关
- F-35閃電II攻擊戰鬥機，其名乃是為了紀念P-38閃電式戰鬥機

相关开发
- 星座式运输机

类似型号
外观相似
- P-61
- Fw 189

性能相似
- 蚊式战斗机